# 1-ша македонсько-косовська пролетарська ударна бригада
1-ша Македонсько-косовська пролетарська ударна бригада (сербохорв. Prva makedonsko-kosovska udarna brigada / Прва македонско-косовска ударна бригада, мак. Прва македонско-косовска ударна бригада) — військове формування Народно-визвольної армії Югославії, яке брало участь у Народно-визвольній війні Югославії. Воювало на території Македонії і частини Болгарії. 

## Історія
Формування, утворене 11 листопада 1943 в селі Сливово, складалося спочатку з чотирьох батальйонів: батальйону імені Мірче Ацева, Кичевського батальйону, 1-го Косовсько-метохійського батальйону імені Раміза Садіку і 2-го Косовсько-метохійського батальйону імені Боро Вукмировича. Чисельність бригади становила 700 осіб, у її складі службу несли серби (становили переважну більшість), македонці, албанці, чорногорці, словенці, болгари, італійці, а пізніше навіть і росіяни. 
Першим командиром бригади став Петар Брайович, а політруком — Міта Мілкович. Перші битви проти німецько-албанських частин у Галичиці і Моглені, як і битви проти болгарських напіввійськових і військових загонів у Крушеві, Ресені і Охриді, почалися в ніч із 5 на 6 грудня 1943. У Германі 11 грудня до бригади приєднався батальйон імені Стіва Наумова, а у Фущанах 18 грудня один із батальйонів перейшов у 2-гу Македонську ударну бригаду. 
1-ша Македонсько-косовська бригада брала участь у так званому Лютневому поході на початку 1944 протяжністю 300 км. Поблизу села Богомила бригаду оточили об'єднані сили армії, поліції і протипартизанських загонів, лише деякі малі групи партизанів зуміли врятуватися. Поблизу Брегалниці була також розбита 2-га Македонсько-косовська ударна бригада, жертви становили не менш ніж 1500 чоловік в обох бригадах. 
У Долно-Родиво 12 квітня вцілілі залишки бригади розділилися на групу македонських і групу албанських батальйонів, обійшовши Деборцу і продовжуючи бої проти болгар і німців із 29 квітня по 5 травня 1944 в районі Охрида і Кичево. З 8 травня по 4 червня на заході Вардарської Македонії відбувся Весняний наступ македонців, у результаті якого група македонських батальйонів не тільки далеко просунулася, а й об'єдналася в 1-шу Македонську ударну бригаду, а Косовсько-метохійська група з'єдналася 28 червня в нову 1-шу Косовсько-метохійську ударну бригаду  . 
За бойові успіхи бригада отримала почесне звання пролетарської і була нагороджена орденами Народного героя, Народного визволення і Братерства та єдності  . Численні військовослужбовці були нагороджені орденами і медалями, деякі отримали звання Народних героїв Югославії. 

## Відомі військовослужбовці
- Петар Брайович — командир (до червня 1944)
- Чеде Філіповський — заступник командира (до червня 1944) [5]
- Міта Мілкович — політкомісар (до червня 1944)
- Нікола Тодоровський — політкомісар
- Славко Лумбарковський — заступник політкомісарів
- Жаміла Колономос — заступник політкомісарів
- Вера Ацева — заступник політкомісарів (до січня 1944)
- Мітар Радусинович — заступник політрука (з січня по червень 1944)
- Джевдет Дода — командир 1-го батальйону
- Мірко Арсенійович — політкомісар 1-го батальйону імені Раміза Садіку, пізніше політрук 2-го батальйону імені Боро Вукмировича
- Дара Драгішич — заступник політкомісара (пізніше комісар) 2-го батальйону
- Драгутин Джорджевич — заступник командира батальйону, пізніше командир батальйону
- Ілля Йовановський — заступник командира батальйону
- Міхо Михайловський — заступник командира батальйону
- Борис Алексовський — політкомісар батальйону
- Стоїлко Іванов — заступник політкомісарів батальйону
- Гьоре Дамевський — помічник політкомісарів батальйону
- Димитр Берберовський — військовий керівник
- Мілош Гилич — політкомісар групи косовсько-метохійських батальйонів
- Кемал Сейфуль — член політвідділу
- Манчу Матако — командир Прилепської роти
- Урош Булатович — командир роти
- Атанас Забазновський — боєць, кулеметник
- Златко Михайловський — боєць (пістолет-кулемет)
- Ілля Топаловський
- Моріц Романо
- Наджі Саліх
- Злата Стругар
- Даниця Стругар

## Галерея

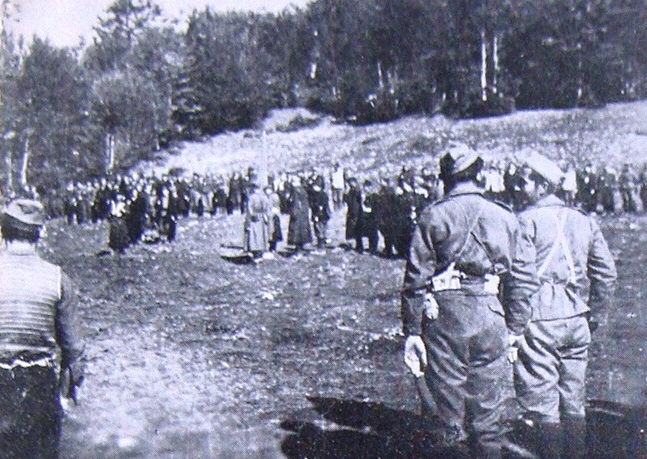
Утворення батальйону ім. Мірче Ацева 22 серпня 1943 на горі слави
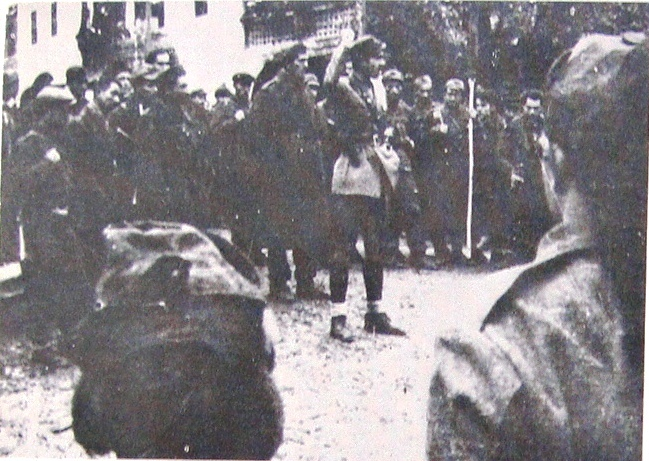
Формування 1-ї Македонсько-косовської бригади 11 листопада 1943 в селі Сливово
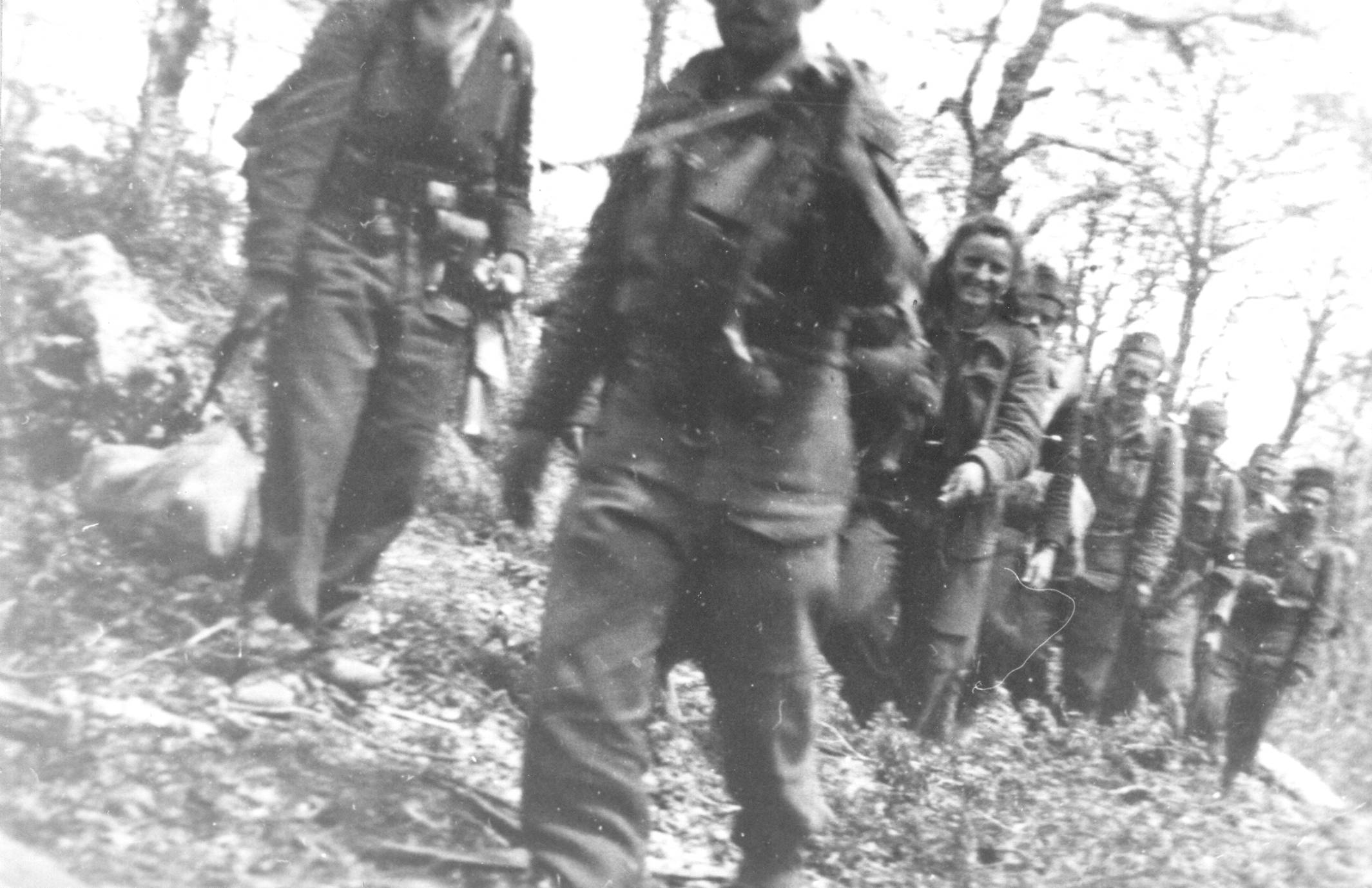
Солдати 1-ї Македонсько-косовської бригади на горі Караорман
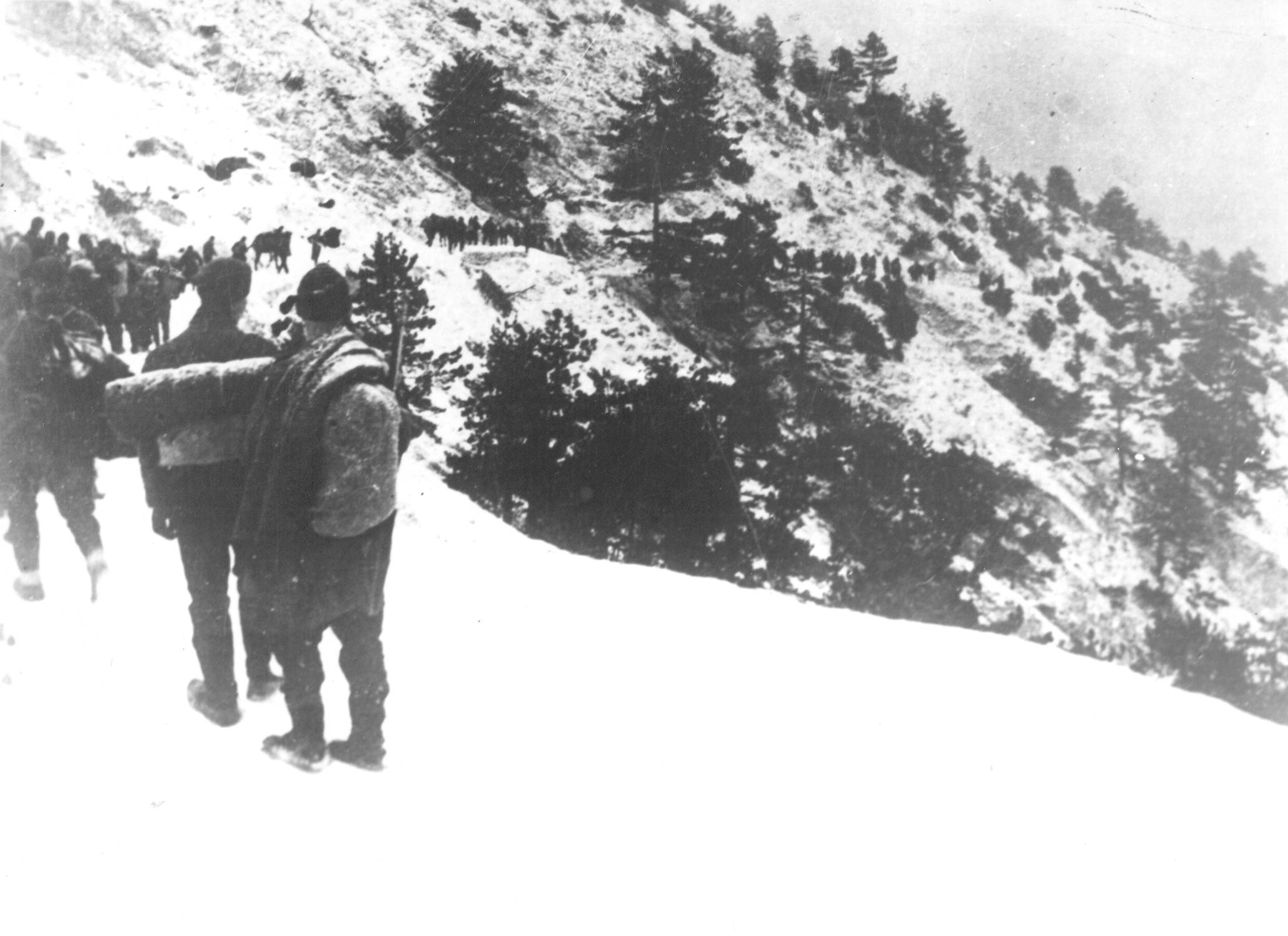
1-ша Македонсько-косовська бригада під час лютневого походу 1944 року
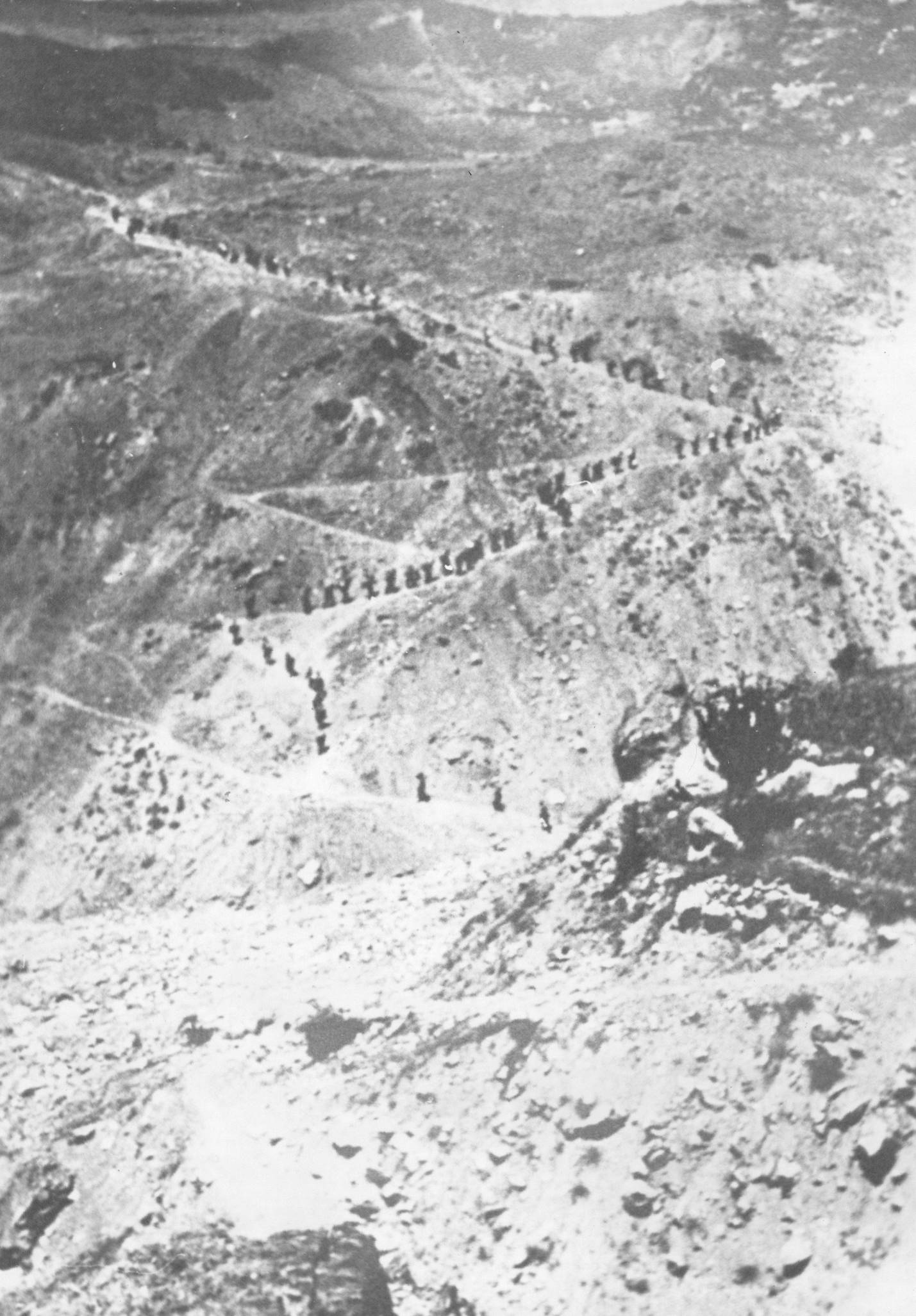
1-ша Македонсько-косовська бригада під час лютневого походу 1944 року